# Chara-Tumul
Chara-Tumul (russisch Хара-Тумул) ist ein Dorf (selo) im gleichnamigen Ulus im Osten der Teilrepublik Sacha (Jakutien) im Fernen Osten Russlands.

## Geographie
Chara-Tumul liegt ungefähr 680 km ostnordöstlich der Großstadt Jakutsk im Hochland von Oimjakon im Tal des Flusses Indigirka.
Der Ort gehört zum Oimjakonski ulus und befindet sich ca. 125 km Luftlinie südlich von dessen Verwaltungszentrum Ust-Nera. 
Chara-Tumul befindet sich ca. 3 km nordwestlich von Oimjakon und hat ca. 121 Einwohner (2010).
Der Ort liegt zwischen dem langgestreckten Werchojansker Gebirge und dem Tscherskigebirge.
Die das Hochland nach Süden abschließende Bergkette verhindert den Zufluss wärmerer Luftmassen.
Ca. 135 km südwestlich von Chara-Tumul verläuft die Suntar-Chajata-Gebirgskette mit dem 2959 m hohen Mus Chaja.
Westlich von Chara-Tumul setzt sich die Bergkette im Werchojansker Gebirge fort.